# 鄒毓祚
邹毓祚（？—？），號趾瑞，江西抚州府临川县人。明朝政治人物。

## 生平
天啓元年（1621年）辛酉科江西鄉試舉人，二年（1622年）壬戌科進士。令武陵，逆璫搆邑紳唐紹堯，坐贓六千金，毓祚為捐俸勸施不足。後考滿，藩司以此靳之，毓祚抗聲曰：朝廷額供不及果當褫，此乃勢璫私憾耳。徵入西臺，疏起竄逐諸臣，又疏列閹黨孫雲鶴等罪狀，語太迫切，落職，稍起至兵部職方司郎中。